# مخمل

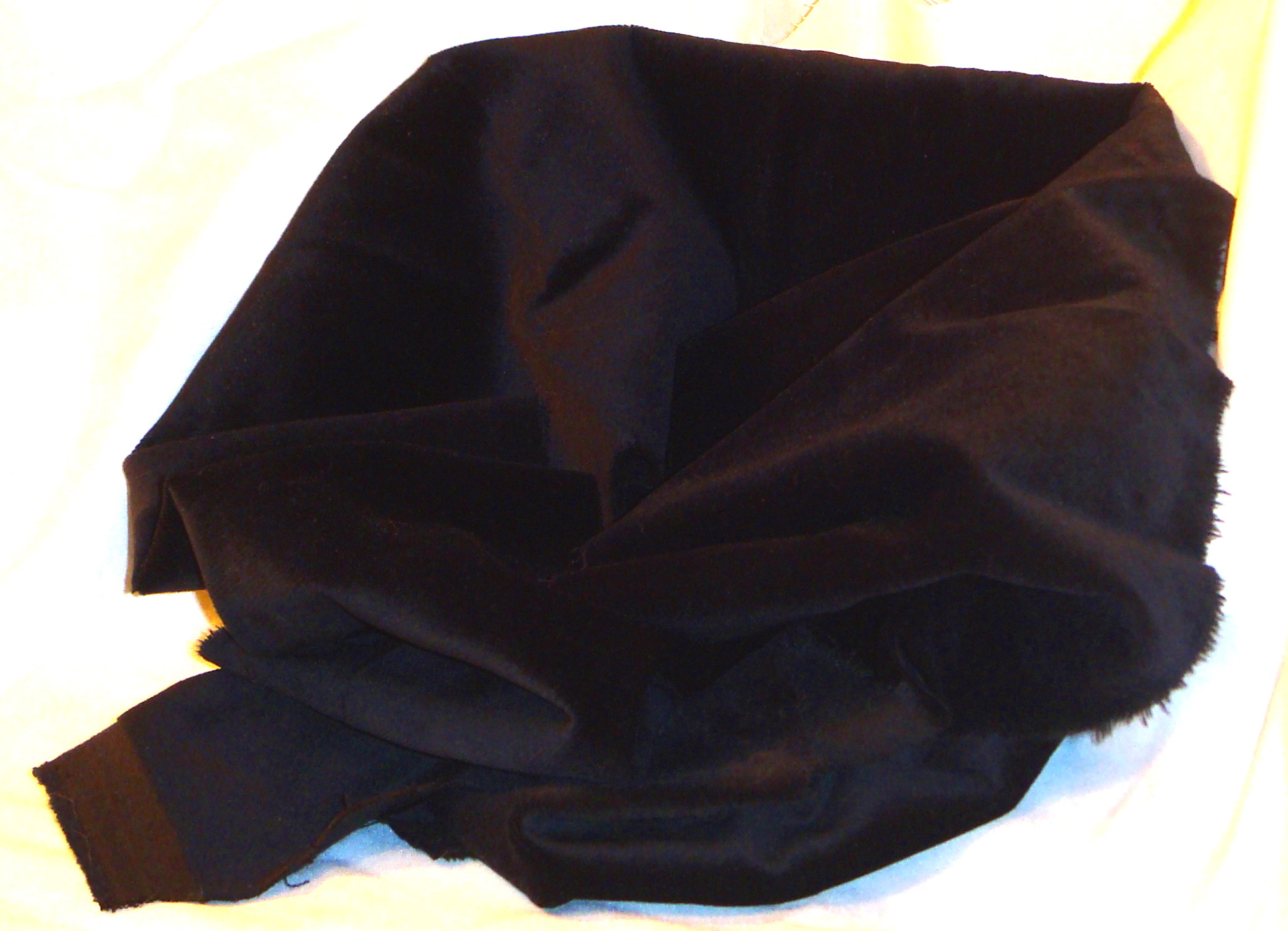
مخمل پنبه‌ای قهوه‌ای

مخمل نوعی پارچه کرکی است که از ابریشم، پنبه، کتان یا پشم بافته می‌شود. مخمل به علت دشواری ساخت و تولید، معمولاً جزء پارچه‌های اشرافی و لوکس محسوب می‌شود؛ گرچه با پیشرفت فناوری روز، تولید آن هزینهٔ کمتری پیدا کرده‌است. صفت «مخملی» اشاره مستقیم به لطافت و نرمی این نوع پارچه دارد و منظور از آن «به نرمی مخمل» است.
مخمل برای دوخت لباس، روانداز تختخواب و نیز پردهٔ سالن‌های تئاتر استفاده می‌شود. روش تولید مخمل به این شکل است که دولایه پارچه با تارها و پودهای جداگانه با یک ماشین همزمان باهم بافته می‌شوند. فاصله این دو لایه می‌تواند حدود یک سانتیمتر باشد و نخ خاب با درگیر شدن بین دولایه پارچه‌ها را به هم متصل می‌نماید بلافاصله یک تیغ تیز نخ‌های خاب درگیر شده را می‌برد در اینجا لایه‌های پارچه به وسیله نخ‌های خاب بریده شده و هر کدام از لایه‌ها به یک لایه پارچه مخمل جداگانه تبدیل می‌شوند.
این پارچه می‌تواند توسط سیستم‌های بافندگی تاری پودی (ریسندگی) و حلقوی تولید شود.